# Warrior (musikgrupp)
Warrior är ett amerikanskt heavy metal-band, bildat 1982. En av grundarna var Joe Floyd.
Maxisingeln "Fighting for the Earth" (1985) utgavs på genomskinlig vinyl och med holografisk etikett.

## Nuvarande medlemmar
- Sean Peck – sång
- Joe Floyd – gitarr
- AC Alexander – gitarr
- Dave DuCey – trummor

## Diskografi (urval)
- Fighting for the Earth (1985)
- Ancient Future (1998)
- The Code of Life (2001)
- The Wars of Gods and Men (2004)